# Strada statale 17 dell'Appennino Abruzzese ed Appulo-Sannitico
La strada statale 17 dell'Appennino Abruzzese e Appulo-Sannitico (SS 17) è una strada statale italiana che unisce le città dell'Aquila e Foggia; il percorso inizia diramandosi dalla strada statale 4 Via Salaria ad Antrodoco, a breve distanza dal confine regionale tra Lazio e Abruzzo.

## Storia

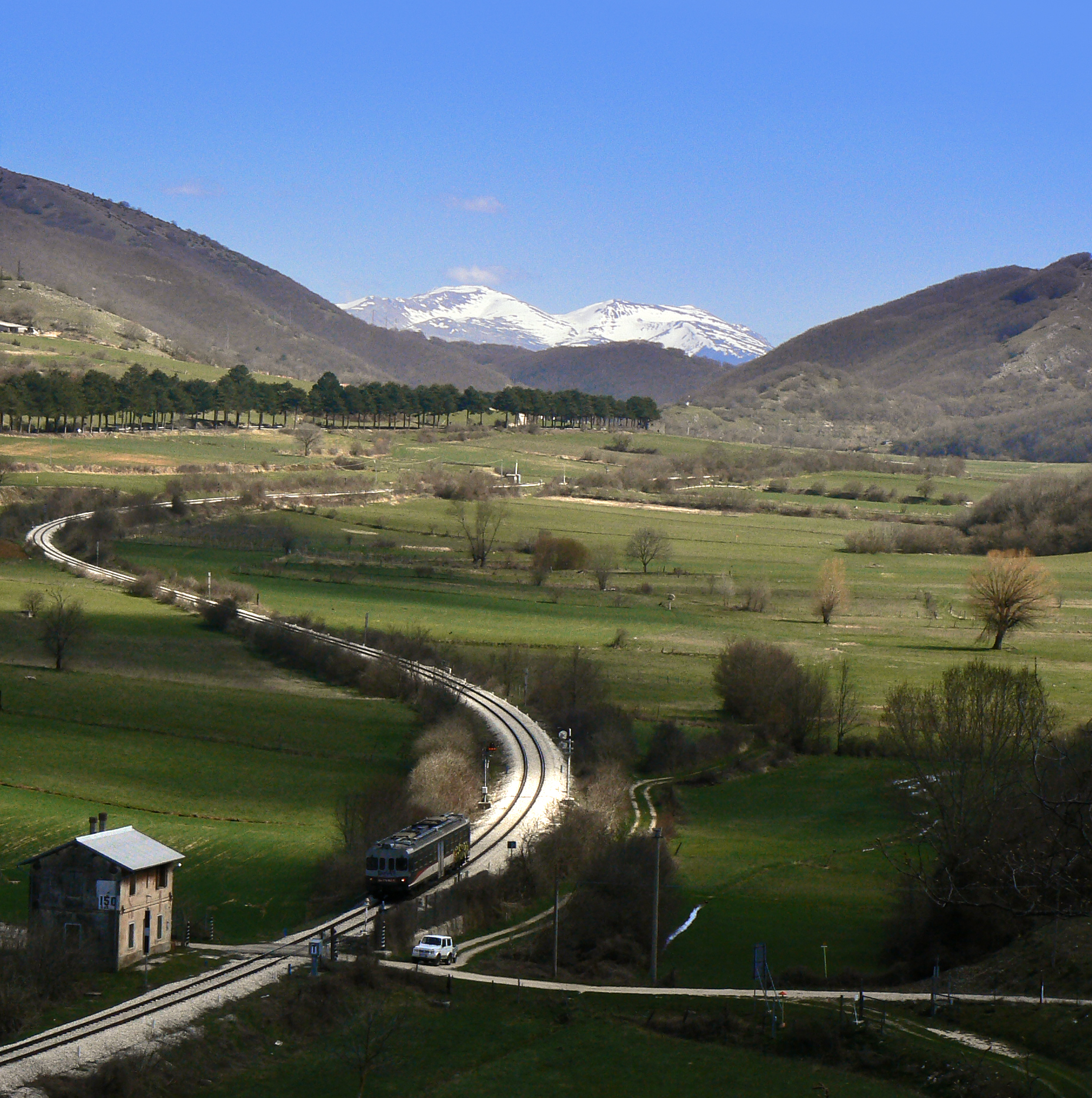
La SS 17 nell'altopiano di Sella di Corno, il valico tra L'Aquila e Rieti. La strada statale è il viale alberato sulla sinistra; in primo piano la ferrovia Terni-Sulmona percorsa da una automotrice ALn 776

Il percorso della strada, già in gran parte presente in età antica, nacque tra Antrodoco e Foruli (Civitatomassa) come diramazione della via Salaria (probabilmente con il nome di via Cecilia); tra Foruli e Corfinium fu probabilmente parte della via Claudia Nova, mentre tra Corfinium e Isernia si suppone fosse parte di un'altra strada romana, della quale però si ignora il nome.
La strada costituiva la principale dorsale viaria dell'Appennino centrale, mettendo in collegamento molti centri della Regio IV. Nei pressi di Sulmona la strada costeggia Corfinio, borgo sorto sui ruderi dell'antica Corfinium, capitale degli Italici durante la guerra sociale romana. La strada ripercorre a tratti le vie di alcuni antichi e importanti tratturi che dall'Abruzzo raggiungevano il Tavoliere delle Puglie, tra i quali il tratturo Magno.
La strada fu costruita in varie epoche e il suo tratto settentrionale era noto in passato come Via degli Abruzzi; al momento della sua elevazione a strada statale esisteva nella sua interezza già da tempo, la sua realizzazione non ha però inciso sull'urbanizzazione dei territori abruzzesi e molisani, prevalentemente montani e rurali. Non avendo velocizzato i collegamenti interregionali, anche a causa del percorso montano e tortuoso, ebbe comunque la funzione di unificare numerosi paesi e cittadine appenninici. 
Con i suoi 340 km è una delle strade statali più lunghe d'Italia, ed è una risorsa infrastrutturale anche dal punto di vista turistico, collegando diversi impianti sciistici e centri religiosi.
Dal 1963, nel tratto tra San Benedetto in Perillis e Popoli Terme, si svolge la storica cronoscalata Svolte di Popoli.

## Percorso
Le principali città attraversate sono: L'Aquila, Popoli Terme, Pratola Peligna, Sulmona, Castel di Sangro, Isernia, Bojano, Lucera e Foggia. Il tratto tra Sulmona e Castel di Sangro si sviluppa su alcune varianti rendendo il percorso più rettilineo rispetto al tortuoso tracciato originario grazie alla costruzione di viadotti e gallerie. Nel comune di Rocca Pia l'antico tratto della statale, sostituito da diversi viadotti e trafori, è chiuso al traffico.
La strada lambisce per lo più centri di medie e piccole dimensioni, rendendola in gran parte priva di congestioni stradali. Il percorso montano la rende soggetta a intense precipitazioni nevose per l'intero tracciato: vige l'obbligo di transito con catene a bordo fino a Lucera e alle Puglie.

### Da Antrodoco a Sulmona

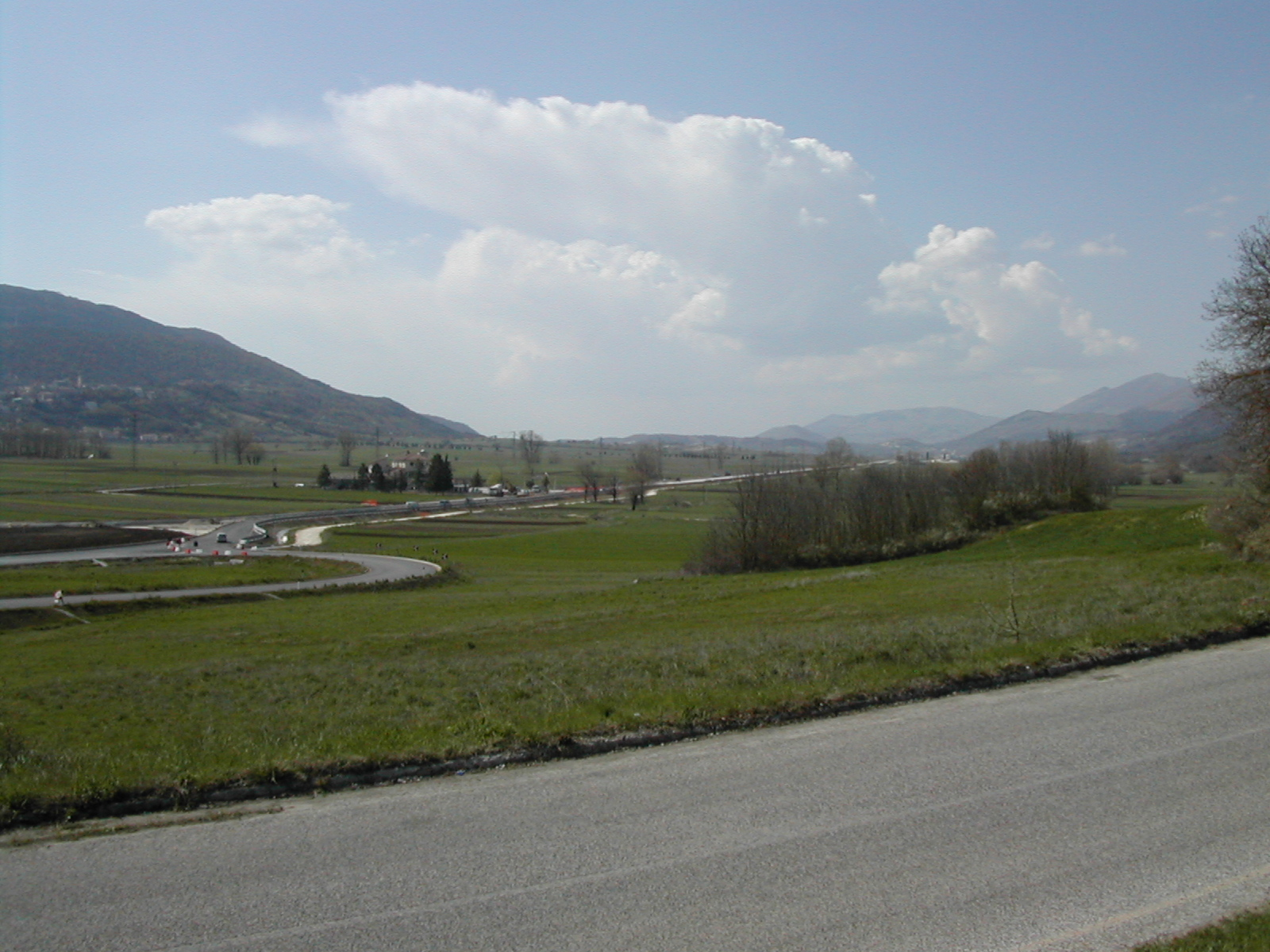
L'Altopiano di Navelli

La strada statale ha inizio ad Antrodoco (0+000 km), diramandosi dalla strada statale 4 (111+000 km) (l'antica via Salaria, che prima di Antrodoco tocca Roma e Rieti, mentre dopo di essa raggiunge Ascoli Piceno e il mare Adriatico). Dai 500 m s.l.m. di Antrodoco la statale si arrampica sul monte Giano e sin dai primi chilometri sale ripida con vari tornanti. Subito dopo entra nelle strette Gole di Antrodoco (note per essere state il centro della battaglia di Antrodoco, considerata la prima del Risorgimento).
Fino all'Aquila la statale costeggia la ferrovia Terni-Sulmona, attraversando le stazioni ferroviarie presenti lungo il percorso. La salita continua fino a toccare i 1000 m circa presso il valico di Sella di Corno (dove si trova l'attuale confine tra Lazio e Abruzzo, km 12+250); poi la strada scende verso la conca aquilana, lambendo Civitatomassa (km 23+230), borgo rurale costruito sui ruderi del pagus romano di Foruli, nel municipium di Amiternum. Questo primo tratto costituisce la strada più breve e veloce tra Rieti-Terni e L'Aquila; ha registrato nel 2005 un traffico giornaliero medio di 2 265 veicoli, di cui il 18% di mezzi pesanti.

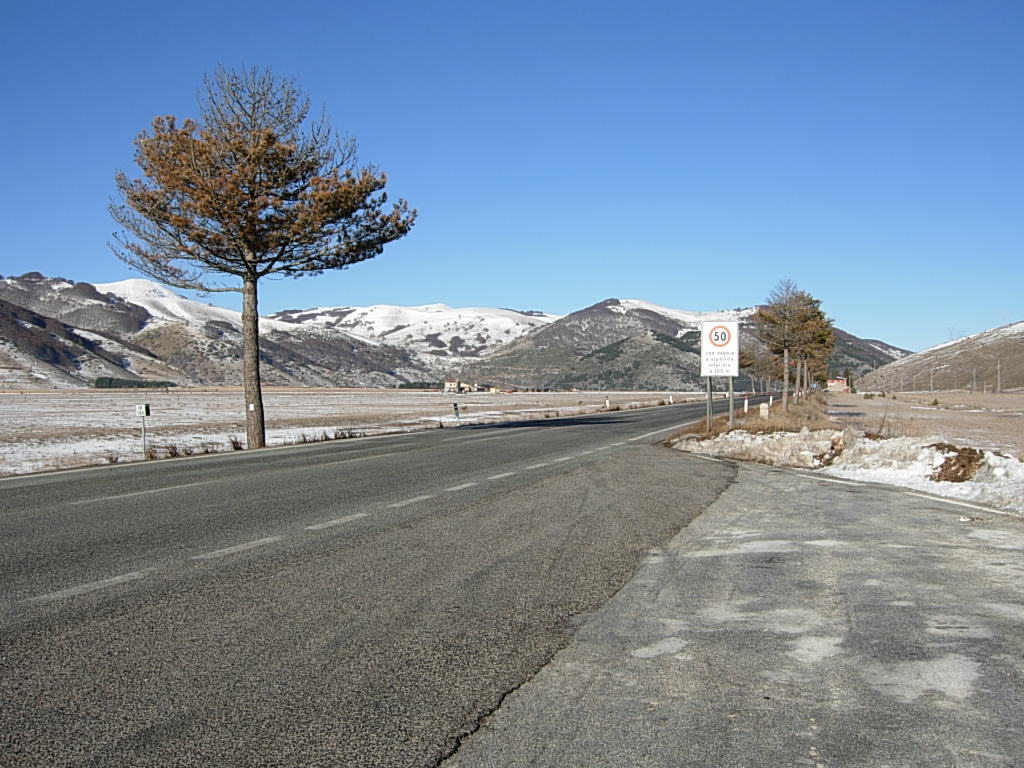
La SS 17 sull'altopiano delle Cinquemiglia

Oltrepassato il capoluogo abruzzese (km 31+440), segue approssimativamente il tracciato del tratturo L'Aquila-Foggia fino a Caporciano e del tratturo Centurelle-Montesecco fino a Collepietro lungo l'antica via Claudia Nova che collegava il territorio degli Equi con quello dei Vestini, e incontra l'ultimo foro del municipio sabino di Amiternum, Forcona. Entra poi in territorio vestino nel comune di Prata d'Ansidonia, l'antica Peltuinum romana, e si avvicina ai paesi del parco nazionale del Gran Sasso e Monti della Laga attraversando rettilinea gli altipiani di Barisciano e Navelli, noti per le coltivazioni di zafferano e mandorli. Per un breve tratto si innesta nella Valeria a Popoli Terme, per poi diramarsi di nuovo dopo 6 km a raggiungere Sulmona, dove è affiancata da bagolari, fatto insolito per una strada statale.

Prima che fosse deviata in periferia, attraversava il centro della città peligna. Il tracciato originale corrisponde all'attuale corso Ovidio. Non a caso alla fine del corso, in direzione sud, è presente una porta monumentale denominata "porta Napoli", a testimonianza dell'antica via Napoleonica. Seguendo poi viale Mazzini si ricongiungeva al tracciato della statale. In seguito, con il miglioramento della viabilità fuori le mura, il tracciato della statale fu spostato alle attuali circonvallazioni Orientale ed Occidentale, strade che costeggiano la cinta muraria. Un'altra modifica significativa fu apportata nei decenni successivi: venne realizzata una variante ex-novo che aggirava totalmente il centro abitato.

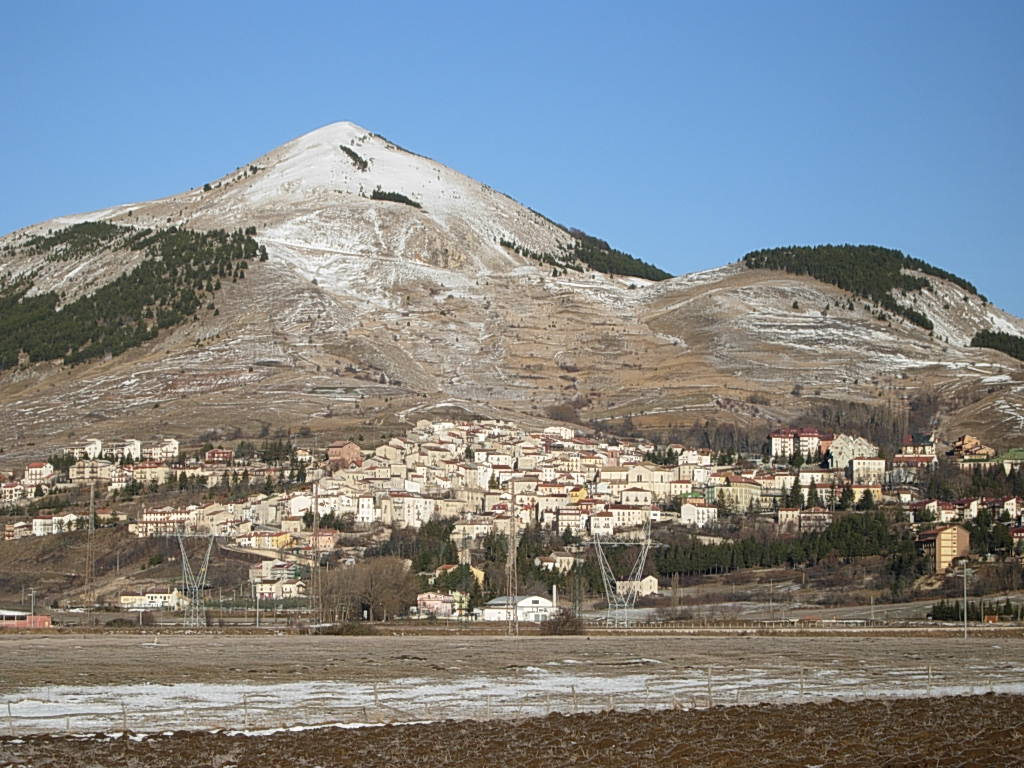
Veduta di Rivisondoli dalla SS 17

Tale variante si sviluppa dalla zona industriale fino alla zona dove termina viale Mazzini. Il tracciato differisce leggermente da questo perché fu aperta verso la fine degli anni ottanta una strada extraurbana principale che dalla chiesa di Santa Brigida si sviluppa su un tracciato ex-novo fino a ricongiungersi alla variante all'incrocio con via dei Cappuccini. La parte di variante aggirata con la strada extraurbana principale fu declassata a strada comunale.

### Da Sulmona a Isernia
Da Sulmona prosegue per la valle del Gizio, seguendo per buona parte il percorso del fiume e quello del tratturo Celano-Foggia sotto Pettorano sul Gizio, dopodiché inizia a salire verso l'altopiano delle Cinquemiglia, sovrastando con moderni viadotti l'antico tracciato che transitava per Rocca Pia. Incontra presso Rivisondoli e Roccaraso la strada statale 84 Frentana e a Castel di Sangro la strada statale 83 Marsicana, la strada statale 652 di Fondo Valle Sangro e la strada statale 650 di Fondo Valle Trigno. Inoltre a Roccaraso la statale cessa di seguire il percorso del tratturo Celano-Foggia per iniziare a seguire quello del tratturo Pescasseroli-Candela nei pressi di Castel di Sangro.
Nel tratto da Castel di Sangro ad Isernia è sostituita dalla strada statale 17 var/A Isernia-Castel di Sangro a scorrimento veloce. Nel vecchio tracciato si entra in Molise dopo aver attraversato l'Alto Sangro, godendo di ampi panorami sulla sottostante valle del Volturno; è pochissimo urbanizzata, con poche cantoniere e case rurali, in una zona celebre per il fenomeno del brigantaggio pre e post unitario.

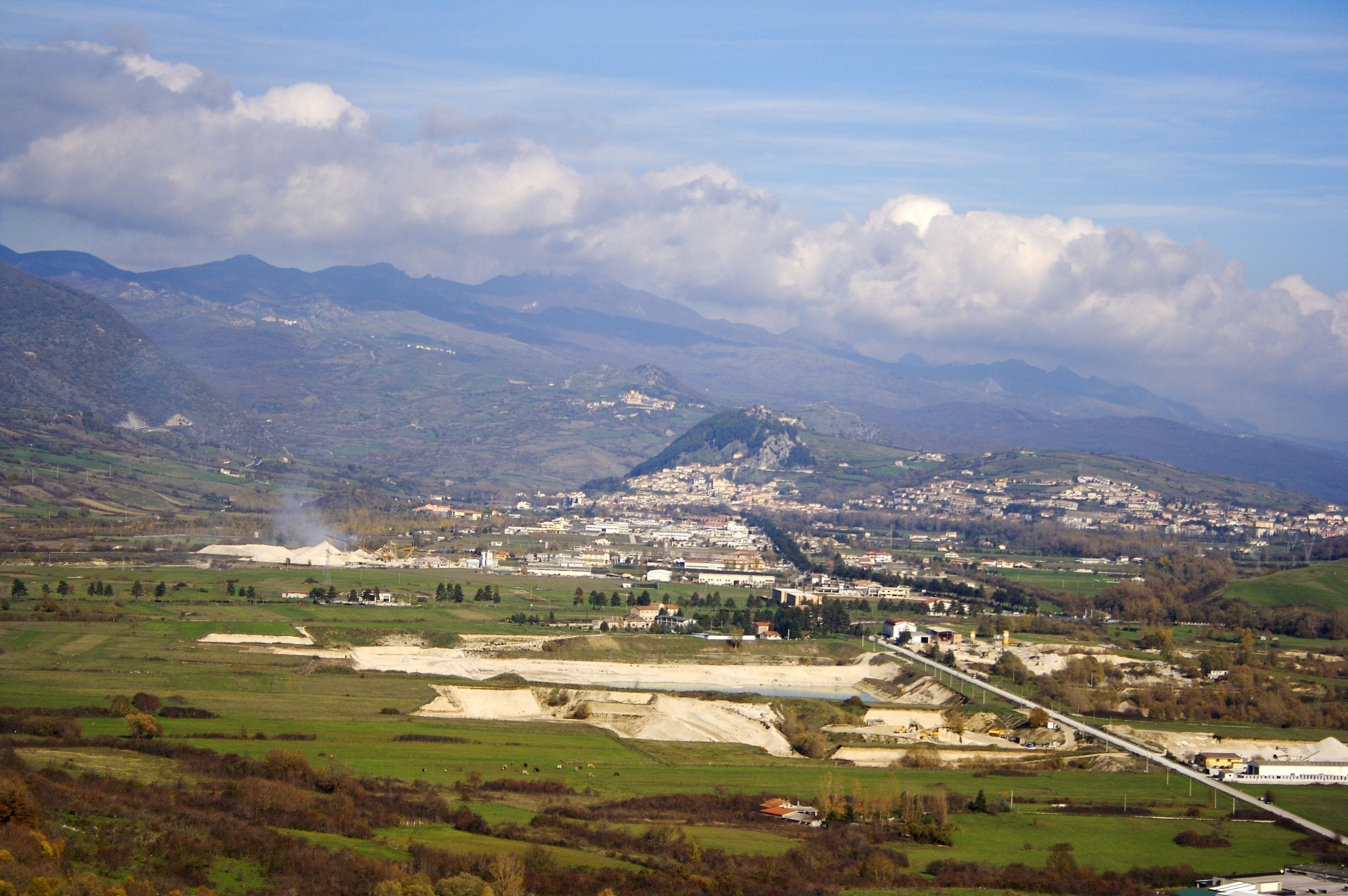
Castel di Sangro e i filari di pini neri lungo le SS 17 e 83

Le stazioni ferroviarie di Sulmona e di Isernia sono collegate tra loro dalla ferrovia Sulmona-Isernia, che segue un itinerario differente da quello stradale pur non discostandosi da esso che per pochi chilometri.

### Da Isernia a Foggia
Ad Isernia la strada tocca appena il piccolo centro della città, presso la stazione ferroviaria, e prosegue in direzione sud-est. Lungo l'altopiano alle pendici dei monti del Matese, dove sono visibili i pascoli e le tracce della transumanza ovina tra Abruzzo e Puglia, è stata ampliata e modernizzata con la messa in sicurezza della maggior parte degli incroci e collegata con la superstrada per Benevento.
Tra Bojano e Sepino lascia il percorso del tratturo Pescasseroli-Candela e prende la direzione di Foggia, lasciandosi Campobasso a nord, attraversa con un percorso tortuoso i monti del Sannio in un territorio prevalentemente rurale (talvolta soggetto a dense precipitazioni nevose).
Oltrepassa il lago artificiale di Occhito, dove si raccorda con il percorso del tratturo Lucera-Castel di Sangro, ed entra nella Puglia attraverso i monti della Daunia, passa poi lungo il Tavoliere fino a Foggia. La strada a scorrimento veloce (S.S. 17 var) sostituisce, con una serie di ponti e trafori, il vecchio tortuoso percorso (ora S.P. 145) che saliva fino a Volturara Appula, sfiorando la cima di Coppa San Pietro, 869 m s.l.m., e discendeva poi passando per Motta Montecorvino. Nell'ultimo tratto la strada attraversa Lucera per poi giungere a Foggia. Anche in Puglia il territorio è poco urbanizzato, in una regione caratterizzata da popolosi accentramenti rurali e costieri, e scarsa presenza residenziale nelle campagne.

### Volume di traffico
| km    | Tratto                                       | Mezzi leggeri | Mezzi pesanti | Anno |
| ----- | -------------------------------------------- | ------------- | ------------- | ---- |
| 2,7   | Antrodoco – Rocca di Corno                   | 2 324         | 114           | 2019 |
| 15,6  | Sella di Corno – Vigliano                    | 2 129         | 120           | 2019 |
| 52,7  | Poggio Picenze – Barisciano                  | 6 857         | 271           | 2017 |
| 60,6  | San Pio delle Camere – Caporciano            | 4 248         | 231           | 2017 |
| 90,7  | Popoli – Pratola Peligna                     | 3 295         | 180           | 2014 |
| 103,9 | Sulmona – Pettorano sul Gizio                | 4 234         | 391           | 2017 |
| 160,2 | Rionero Sannitico – Isernia (via Vandra)     | 68            | 1             | 2019 |
| 198,0 | Cantalupo nel Sannio – Bojano                | 7 905         | 580           | 2019 |
| 279,1 | San Marco la Catola ovest – Volturara Appula | 1 823         | 190           | 2018 |
| 317,6 | Volturino – Lucera                           | 4 231         | 260           | 2018 |
| 332,2 | Lucera – Foggia                              | 10 694        | 605           | 2017 |

## Diramazioni e varianti
- Strada statale 17 bis della funivia del Gran Sasso e di Campo Imperatore, ora in parte strada regionale 17 bis, da L'Aquila a Ofena.
- Ex strada statale 17 bis dir/A della funivia del Gran Sasso, da Bazzano a Paganica (frazioni dell'Aquila).
- Ex strada statale 17 bis dir/B della funivia del Gran Sasso, L'Aquila.
- Ex strada statale 17 bis dir/C della funivia del Gran Sasso, L'Aquila.
- Ex strada statale 17 racc, da Forlì del Sannio a Rocchetta a Volturno in provincia di Isernia.
- Strada statale 17 ter dell'Appennino Abruzzese, dall'Aquila a Bazzano.
- Strada statale 17 var Variante di Volturara, da Volturara Appula a Motta Montecorvino in provincia di Foggia.
- Strada statale 17 var/A Isernia-Castel di Sangro, da Miranda a Rionero Sannitico in provincia di Isernia.

## Turismo
È l'unica strada statale in grado di collegare le località del comprensorio sciistico dell'Alto Sangro con Roma, tramite Sulmona, e, prima della realizzazione delle varie superstrade nella valle del Volturno, Napoli, tramite la strada statale 85 Venafrana. Si avvicina inoltre ai principali parchi nazionali abruzzesi (d'Abruzzo, Gran Sasso e Monti della Laga e Maiella) ed è anche la via d'accesso a diverse riserve regionali minori.

## Citazioni
Alla strada statale 17 è stata dedicata l'omonima canzone di Francesco Guccini contenuta nell'album Folk beat n. 1, in quanto l'autore modenese ha prestato servizio militare presso la caserma del corpo degli alpini all'Aquila.